# Lonicera magnibracteata
Lonicera magnibracteata är en kaprifolväxtart som beskrevs av Madhavan Parameswarau Nayar och G.S. Giri. Lonicera magnibracteata ingår i släktet tryar, och familjen kaprifolväxter. Inga underarter finns listade i Catalogue of Life.